# إيفون ريدينغ
إيفون أجنيتا ريدينغ (بالسويدية: Yvonne Ryding)‏ (من مواليد 14 ديسمبر 1962، في إسكيلستونا، سودرمانلاند) راقصة، عارضة أزياء ومذيعة تلفزيونية، وحاملة لقب ملكة جمال سويدية، وقد توجت ملكة جمال الكون 1984 في 9 يوليو 1984. لتصبح ثالث سيدة سويدية في التاريخ تفوز باللقب.

## الروابط الخارجية
- إيفون ريدينغ على موقع IMDb (الإنجليزية)
- Yvonne Ryding official homepage
- Miss Universe 1984 Gallery

| الجوائز و الإنجازات     | الجوائز و الإنجازات   | الجوائز و الإنجازات   |
| ----------------------- | --------------------- | --------------------- |
| سبقه لورين داونز        | ملكة جمال الكون 1984  | تبعه ديبورا كارثي ديو |
| سبقه فيفيكا ميريام يونج | ملكة جمال السويد 1984 | تبعه كارينا ماركلوند  |